# Родульф (король герулов)

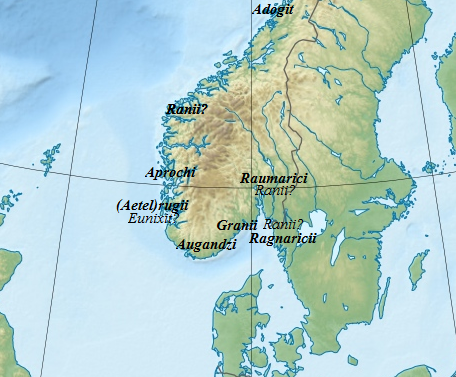
Племена Скандинавии по сведениям Иордана (современная реконструкция)

Родульф (др.-сканд. Raþulfs, лат. Rodulfus; погиб между 507 и 512) — король придунайских герулов (начало VI века).

## Биография
Основными историческими источниками о жизни Родульфа являются труд византийского историка середины VI века Прокопия Кесарийского «Война с готами», работа его современника, готского историка Иордана «О происхождении и деяниях гетов», лангобардские сочинения VII—VIII веков «Происхождение народа лангобардов» и «История лангобардов» Павла Диакона, а также письма италийского государственного деятеля первой половины VI века Кассиодора.
По сообщению Иордана, король Родульф покинул свои владения в Скандзе (возможно, он был изгнан своими единоплеменниками) и нашел приют у правителя остготов Теодориха Великого. Вероятно, эти сведения были заимствованы Иорданом у Кассиодора. Предполагается, что Родульф был выходцем из Скандинавии и что его родиной могли быть западно-скандинавские земли. Текст Иордана не позволяет однозначно определить, кем правил Родульф до своего прибытия к придунайским герулам: только раниями, место жительства которых современными исследователями локализуется на землях области Ромсдаль, или всеми перечисленными историком племенами (граниями, аугандзами, евниксами, тэтелями, ругами, арохами и раниями). Возможно, что король Родульф или кто-то из его подданных был непосредственным источником сведений Кассиодора о народах Скандзы. В то же время ряд современных историков высказывают сомнение в достоверности сведений Иордана о прибытии Родульфа из Скандинавии, считая его придунайским уроженцем.
В одном из посланий, написанном Кассиодором от имени Теодориха Великого, сохранились сведения о том, что король остготов усыновил неназванного по имени короля герулов, сделав его своим «сыном по оружию» и одарив богатыми дарами. Вероятно, этим правителем герулов был Родульф. Остгото-герульский союз был заключён вскоре после разгрома войском Теодориха короля гепидов Тразариха. Возможно, это произошло в период между 507 или 511 годами, когда северо-восточные земли королевства остготов стали граничить с расположенными к северу от озера Балатон владениями Родульфа. Заключение союза между Родульфом и Теодорихом Великим сделало герулов наиболее влиятельной силой на землях левобережного Подунавья. В датированном этим же временем ещё одном послании Теодориха сообщалось о его посольствах к герулам, тюрингам и варинам с просьбой оказать остготам помощь в военных действиях против франков.
О точных границах королевства Родульфа в начале VI века данных не сохранилось. В конце V века герулы контролировали земли к северу от Дуная, владея территорией от восточной окраины Венского Леса до Малых Карпат. Вероятно, и во время правления Родульфа его королевство продолжало занимать земли, находившиеся на территории современной Моравии. Подчинёнными герулам народами были свевы, аланы, остатки гуннов и другие племена дунайского левобережья. Большинство из них были покорены герулами силой оружия. Об одном из походов герулов на окрестные земли сохранились сведения в житии Северина Норикского. Во время этого нападения, совершённого примерно в 480 году, герулы захватили и разграбили город Иовиакум (около современного Пассау), а его жителей увели в рабство. Местный священник был ими распят на кресте, что некоторыми историками рассматривается как ритуальное жертвоприношение богу Вотану. Известно, что герулы в то же время составляли значительную часть войска правителя Италии Одоакра. Вероятно, что после его гибели в 493 году бо́льшая часть италийских герулов соединились со своими придунайскими соплеменниками.
По свидетельству Прокопия Кесарийского, Родульф правил герулами, которые «превзойдя окружавших их варваров и силою и многочисленностью населения, нападая на соседей, … побеждали их поочерёдно каждого в отдельности, насиловали и грабили их». Подчинив соседние племена и заставив их платить дань, Родульф в течение трёх лет мирно правил своим народом. Однако это не устраивало герульских воинов, желавших ещё больше обогатиться во время грабительских походов. Упрёки со стороны своих приближённых вынудили Родульфа выступить против лангобардов. По словам Прокопия Кесарийского, у короля герулов не было какого-либо повода нападать на этот народ, уже давно плативший ему дань. Несмотря на это, Родульф дважды отверг предложения лангобардов о мире. В произошедшем между противниками кровопролитном сражении победу одержали лангобарды. В бою пало множество герулов, в том числе, и король Родульф. Оставшиеся в живых вместе с семьями бежали от мести лангобардов: одни переселились на земли византийского Иллирика, другие нашли убежище у остготского короля Теодориха Великого, третьи возвратились на свою скандинавскую родину.
Раннесредневековые источники лангобардского происхождения значительно дополняют сообщения византийских авторов. В «Происхождении народа лангобардов» сообщается, что Родульф погиб в сражении с королём Тато и что на поле боя лангобардами были найдены его знамя и шлем. В этом источнике Родульф называется последним королём герулов. По свидетельству Павла Диакона, поводом к войне стало беспричинное убийство брата Родульфа, только что заключившего союз между герулами и лангобардами, по приказу Руметруды, дочери короля Тато. Местом сражения этот историк называл поле Блахфельд. Опираясь на предания, Павел Диакон подробно описал битву. Историк сообщал, что герулы в знак презрения к своим врагам вступили в бой почти нагими, что в то время, когда его воины сражались, Родульф беспечно развлекался в своём лагере, и что он погиб, храбро сражаясь с преследовавшими разбитых герулов лангобардами.
Точная дата сражения на поле Блахфельд неизвестна. Прокопий Кесарийский датировал его третьим годом правления византийского императора Анастасия I, вступившего на престол в 491 году. Однако сведения, содержащиеся в письмах Кассиодора, позволяют отнести это событие к более позднему времени. Предполагается, что король Родульф погиб между 507 и 512 годами, возможно, в 508 году, 509 или в 510 году. Подтверждением более поздней даты является и сообщение Марцеллина Комита о переправе остатков герулов через Дунай в 512 году. В этом случае, победившим герулов королём лангобардов мог быть уже король Вахо. Вероятно, что лангобардо-герульский конфликт мог быть спровоцирован интригами императора Византии, воевавшего в то время с остготами и желавшего уничтожением королевства герулов ослабить своих противников.
О семье Родульфа сведений почти не сохранилось. Известно только, что его дочерью была Салинга, третья супруга лангобардского короля Вахо из рода Летингов, вступившая в брак уже в 530-х годах, то есть значительно позже гибели своего отца. Предполагается, что также как и два предыдущих (с Раникундой и Аустригузой) этот брак Вахо также был дипломатическим. Возможно, что он был заключён с целью укрепить связи лангобардов с герулами, а также с близкими родственниками своей жены из числа лиц, проживавших в королевстве гепидов и Византии.
Хотя Прокопий Кесарийский и Павел Диакон сообщали, что после Родульфа у герулов не было королей, из различных источников известны несколько лиц с таким титулом. Из них наиболее близким ко времени короля Родульфа был Грепес, под влиянием византийцев принявший христианство в 527 или 528 году. Также и той частью герулов, которая возвратилась в Скандинавию, предводительствовали некоторые из членов королевского рода. Позднее находившиеся на византийской службе герулы вызывали себе правителя из земель своих северных соплеменников.
Возможно, под влиянием этих переселенцев сведения о варварской Европе V—VI веков попали в скандинавский эпос, послужив основой для целого ряда преданий. В этих сказаниях, сохранившихся в «Беовульфе», «Видсиде», «Саге о Скьёлдунгах» и «Саге о гётах», присутствуют свидетельства, которые могут быть идентифицированы с событиями, связанными с историей придунайских герулов и окружавших их народов. Наиболее близкими по сюжету к жизни короля Рудольфа современные историки считают легенды о Хрольфе Краки. В позднейших сказаниях о Нибелунгах некоторые из черт реального короля Родульфа унаследовал Рюдигер из Бехеларна. Одним из отражений этих преданий стал написанный в начале IX века текст на одном из древнейших памятников скандинавской рунической письменности, камне из Рёка. В нём упоминается о короле Родульфе, а также о неназванном по имени лице, «…кто … лишился жизни у остготов … и до сих пор всё первый в битве…» во времена, когда «…Тьодрик правил, смелый в бою, кормчий воинов в море готов…». Возможно, текст был написан в память об одном из потомков короля Родульфа.

## Комментарии
1. ↑  По мнению современных историков, Прокопий Кесарийский перепутал дату поражения Одоакра с датой поражения Родульфа, где в обоих случаях проигравшей стороной были герулы[22].